# Antoculeora
Antoculeora là một chi bướm đêm thuộc họ Noctuidae.

## Các loài
- Antoculeora locuples Oberthür, 1880
- Antoculeora lushanensis Chou & Lu, 1978
- Antoculeora ornatissima Walker, 1858
- Antoculeora yoshimotoi Ronkay, 1997